# Sint Anna ter Muiden
Sint Anna ter Muiden ou Sainte-Anne-ter-Muiden (em neerlandês:  Sint Anna ter Muiden, em flamengo ocidental: Sint-Anna-ter-Mude) é uma localidade neerlandesa na Zelândia, perto da fronteira Bélgica-Países Baixos, e a 10 minutos de Knokke-Heist, perto de Sluis, Retranchement, Cadzand e Zwin.
O ponto mais ocidental dos Países Baixos continentais (excluindo ilhas e territórios ultramarinos) fica neste município.

## Galeria

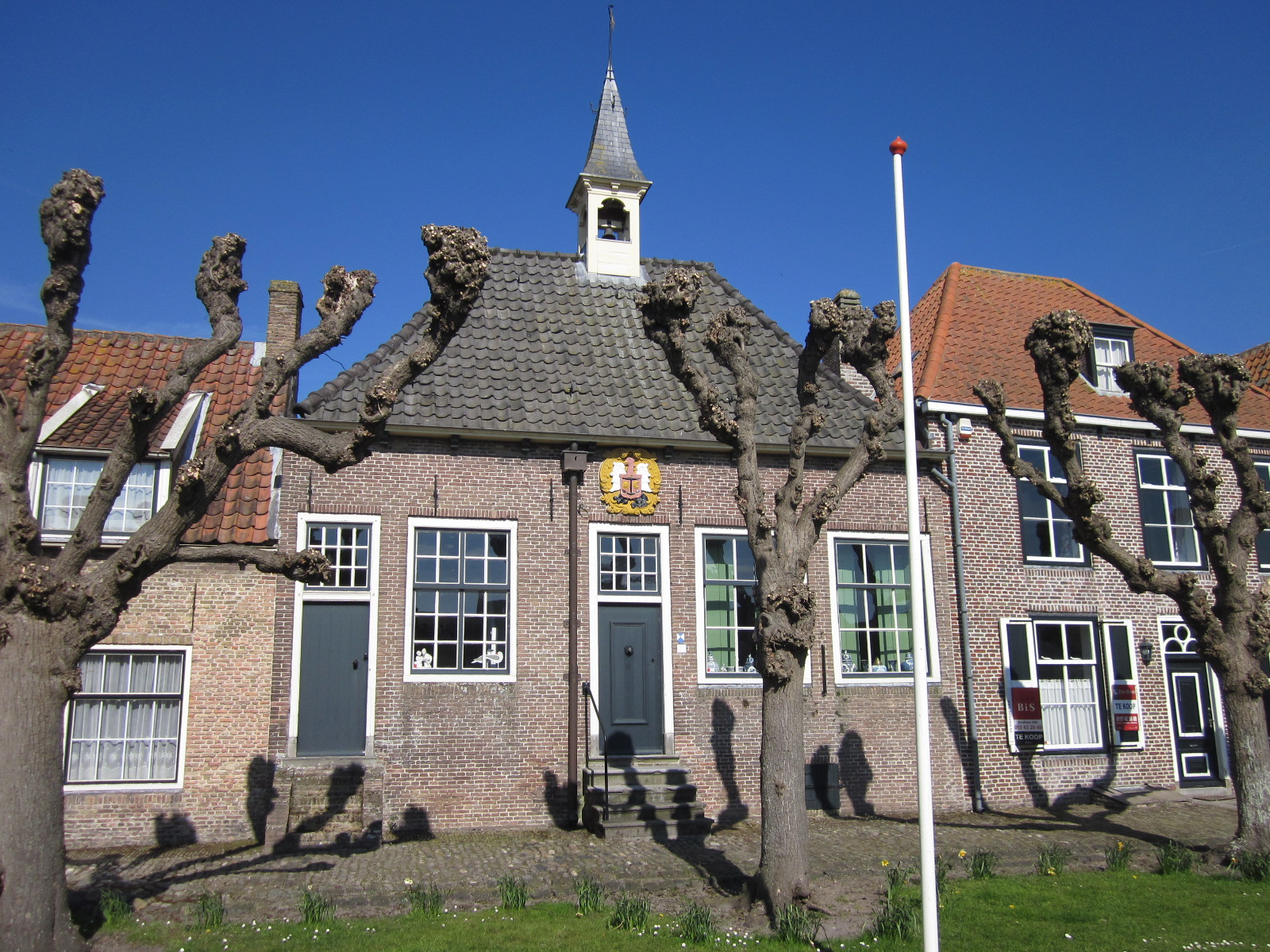
Sint Anna ter Muiden: a ex-sede do município, edifício classificado como rijksmonument
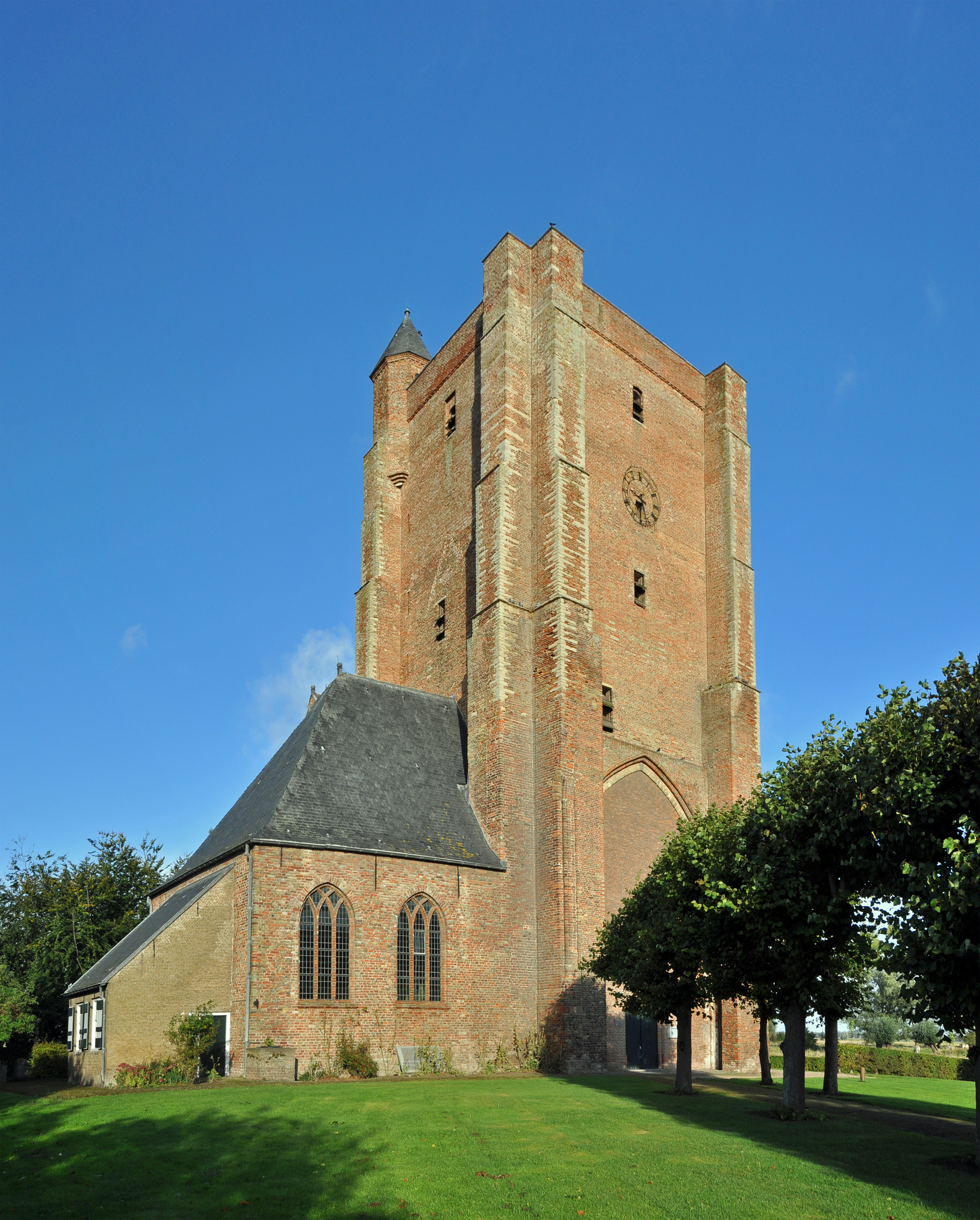
Sint Anna ter Muiden: igreja reformada
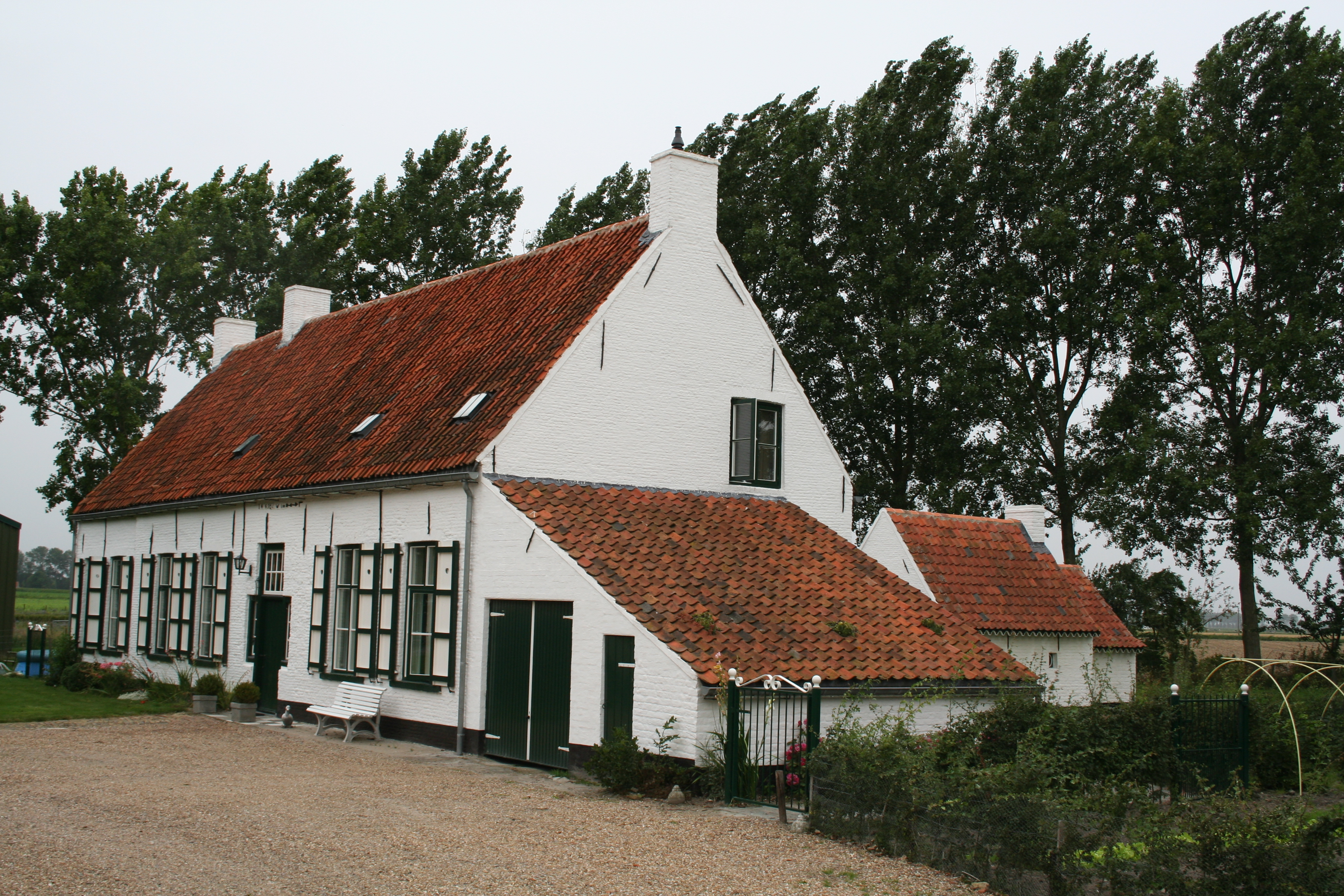
Edifício classificado como rijksmonument em Sint Anna ter Muiden
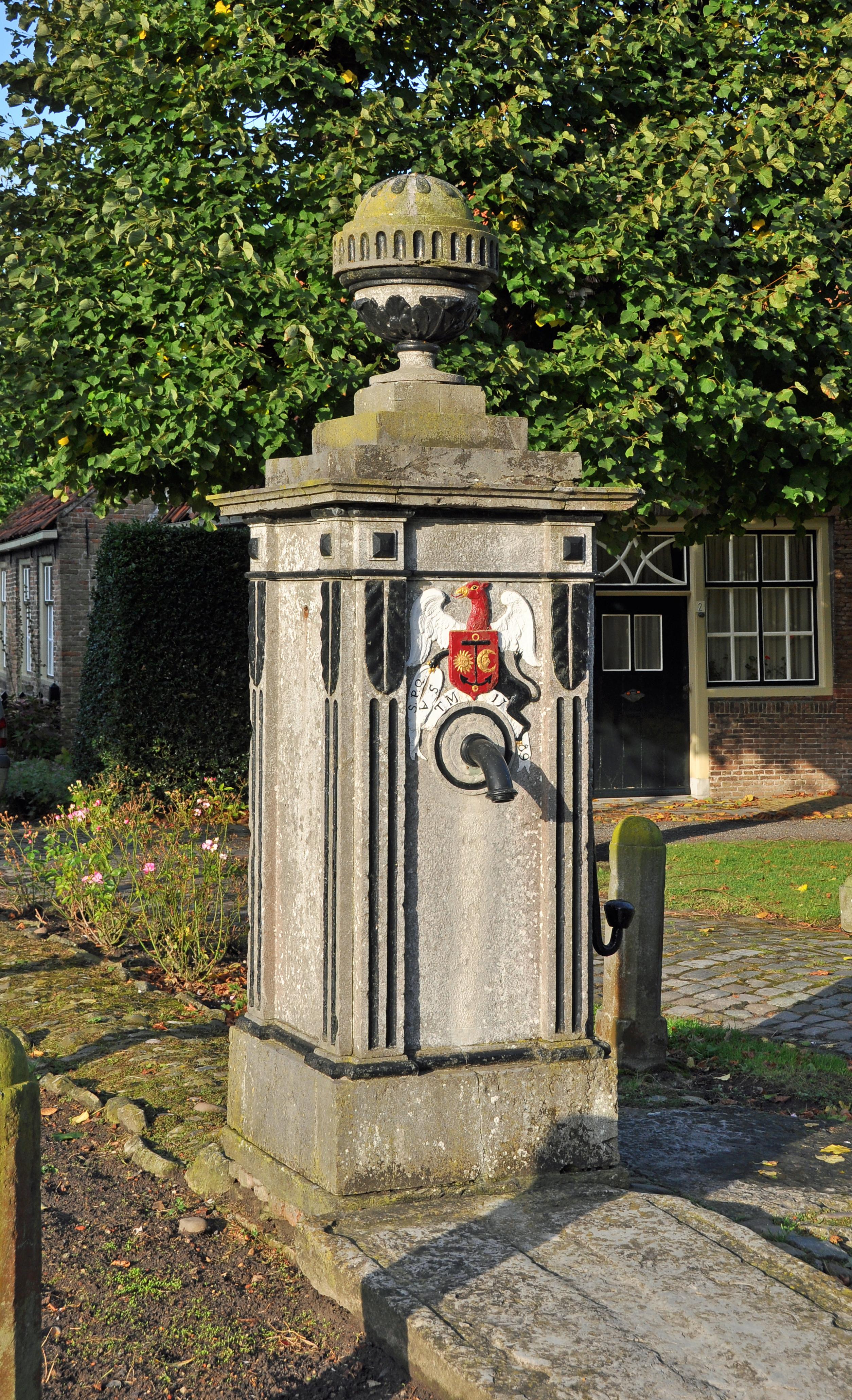
Chafariz em St Anna ter Muiden